# Piazza della Chiesa Nuova
Piazza della Chiesa Nuova è una piazza di Roma situata tra corso Vittorio Emanuele II e via dei Filippini, nel rione Parione.

## Descrizione
Lungo uno dei suoi lati, si trovano, affiancate, la chiesa di Santa Maria in Vallicella e l'Oratorio dei Filippini, pregevole opera di Francesco Borromini, al cui secondo piano è ospitata la Biblioteca Vallicelliana.
Nella piazza sono presenti inoltre la fontana della Terrina (originariamente posta al centro di Campo de' Fiori e poi rimossa nel 1899 per far posto al monumento a Giordano Bruno) e una statua del poeta settecentesco Pietro Metastasio, opera dello scultore fiorentino Emilio Gallori (posta nel 1886 in piazza di San Silvestro e nel 1910 spostata nella posizione attuale).

## Origine del toponimo
Il nome della piazza fa riferimento alla costruzione della chiesa nuova fatta edificare da Filippo Neri al posto di una precedente chiesa medievale dallo stesso nome, con il sostegno di papa Gregorio XIII e del cardinale romano Pierdonato Cesi. Le spoglie del cardinale riposano nella chiesa stessa.